# Saltos ornamentais nos Jogos Olímpicos de Verão de 1960
Os saltos ornamentais nos Jogos Olímpicos de Verão de 1960 foram realizados em Roma, na Itália, com quatro eventos disputados.

## Eventos dos saltos ornamentais
Masculino: Trampolim de 3 metros | Plataforma de 10 metros

Feminino: Trampolim de 3 metros | Plataforma de 10 metros

## Masculino

### Trampolim de 3 metros masculino
| Pos. | País                 | Atletas             |
| ---- | -------------------- | ------------------- |
|      | Estados Unidos (USA) | Gary Tobian         |
|      | Estados Unidos (USA) | Samuel Hall         |
|      | México (MEX)         | Juan Botella Medina |

Resultado final:
| Pos. | Saltador                  | Preliminar | Preliminar | Semi-final | Semi-final | Semi-final | Semi-final | Final  | Final | Final  |
| Pos. | Saltador                  | Pontos     | Parc.      | Pontos     | Parc.      | Total      | Parc.      | Pontos | Parc. | Total  |
| ---- | ------------------------- | ---------- | ---------- | ---------- | ---------- | ---------- | ---------- | ------ | ----- | ------ |
| 1    | USA Gary Tobian           | 62.03      | 2          | 45.30      | 3          | 107.33     | 2          | 62.64  | 1     | 170.00 |
| 2    | USA Samuel Hall           | 62.16      | 1          | 45.33      | 2          | 107.49     | 1          | 59.59  | 2     | 167.08 |
| 3    | MEX Juan Botella          | 60.66      | 3          | 46.30      | 1          | 106.96     | 3          | 55.34  | 3     | 162.30 |
| 4    | MEX Alvaro Gaxiola        | 54.89      | 6          | 39.78      | 8          | 94.67      | 6          | 55.75  | 4     | 150.42 |
| 5    | CAN Ernest Meissner       | 53.62      | 8          | 40.61      | 6          | 94.23      | 7          | 49.84  | 5     | 144.07 |
| 6    | ITA Lamberto Mari         | 55.04      | 5          | 41.45      | 4          | 96.49      | 4          | 47.48  | 6     | 143.97 |
| 7    | JPN Toshio Yamano         | 52.84      | 12         | 41.24      | 5          | 94.08      | 8          | 46.38  | 7     | 140.46 |
| 8    | EUA Hans-Dieter Pophal    | 55.10      | 4          | 38.81      | 11         | 94.91      | 5          | 39.04  | 8     | 133.95 |
|      |                           |            |            |            |            |            |            |        |       |        |
| 9    | FRA Georges Senecot       | 53.93      | 7          | 38.54      | 14         | 92.47      | 9          |        |       |        |
| 10   | ITA Walter Messa          | 53.47      | 9          | 38.81      | 11         | 92.28      | 10         |        |       |        |
| 11   | EUA Rudolf Oertel         | 51.80      | 15         | 40.10      | 7          | 91.90      | 11         |        |       |        |
| 12   | URS Yury Melnikov         | 53.30      | 10         | 38.56      | 13         | 91.86      | 12         |        |       |        |
| 13   | SWE Johnny Hellström      | 51.91      | 14         | 39.40      | 9          | 91.31      | 13         |        |       |        |
| 14   | SWE Göran Lundqvist       | 52.36      | 13         | 38.87      | 10         | 91.23      | 14         |        |       |        |
| 15   | AUT Kurt Mrkwicka         | 53.12      | 11         | 37.61      | 16         | 90.73      | 15         |        |       |        |
| 16   | AUS Graham Deuble         | 51.48      | 16         | 37.78      | 15         | 89.26      | 16         |        |       |        |
|      |                           |            |            |            |            |            |            |        |       |        |
| 17   | URS Vyacheslav Chernyshev | 50.87      | 17         |            |            |            |            |        |       |        |
| 18   | FRA Christian Pire        | 50.49      | 18         |            |            |            |            |        |       |        |
| 19   | AUT Peter Huber           | 50.49      | 19         |            |            |            |            |        |       |        |
| 20   | GBR Peter Squires         | 50.23      | 20         |            |            |            |            |        |       |        |
| 21   | TCH Tomáš Bauer           | 49.92      | 20         |            |            |            |            |        |       |        |
| 22   | BRA Fernando Ribeiro      | 49.27      | 22         |            |            |            |            |        |       |        |
| 23   | JPN Shunsuke Kaneto       | 47.51      | 23         |            |            |            |            |        |       |        |
| 24   | HUN Konkoly János         | 46.94      | 24         |            |            |            |            |        |       |        |
| 25   | POL Jerzy Kowalewski      | 46.54      | 25         |            |            |            |            |        |       |        |
| 26   | GBR Keith Collin          | 46.10      | 26         |            |            |            |            |        |       |        |
| 27   | AUS Kenneth Crotty        | 43.40      | 27         |            |            |            |            |        |       |        |
| 28   | EGY Ahmed Moharran        | 42.98      | 28         |            |            |            |            |        |       |        |
| 29   | COL Federico Andrade      | 41.43      | 29         |            |            |            |            |        |       |        |
| 30   | HUN Dóra József           | 41.21      | 30         |            |            |            |            |        |       |        |
| 31   | SUI Hans Klug             | 38.65      | 31         |            |            |            |            |        |       |        |
| 32   | EGY Ali Mohamed Muheeb    | 35.79      | 32         |            |            |            |            |        |       |        |

### Plataforma de 10 metros masculino
| Pos. | País                 | Atletas        |
| ---- | -------------------- | -------------- |
|      | Estados Unidos (USA) | Robert Webster |
|      | Estados Unidos (USA) | Gary Tobian    |
|      | Grã-Bretanha (GBR)   | Brian Phelps   |

Resultado final:
| Pos. | Saltador             | Preliminar | Preliminar | Semi-final | Semi-final | Semi-final | Semi-final | Final  | Final | Final  |
| Pos. | Saltador             | Pontos     | Parc.      | Pontos     | Parc.      | Total      | Parc.      | Pontos | Parc. | Total  |
| ---- | -------------------- | ---------- | ---------- | ---------- | ---------- | ---------- | ---------- | ------ | ----- | ------ |
| 1    | USA Robert Webster   | 52.21      | 9          | 47.51      | 2          | 99.72      | 3          | 65.84  | 1     | 165.56 |
| 2    | USA Gary Tobian      | 54.10      | 4          | 51.98      | 1          | 106.08     | 1          | 59.17  | 2     | 165.25 |
| 3    | GBR Brian Phelps     | 57.35      | 1          | 44.50      | 3          | 101.85     | 2          | 55.28  | 4     | 157.13 |
| 4    | MEX Roberto Madrigal | 52.03      | 10         | 43.85      | 4          | 95.88      | 6          | 56.98  | 3     | 152.86 |
| 5    | EUA Rolf Sperling    | 57.25      | 2          | 38.59      | 8          | 96.83      | 4          | 55.00  | 5     | 151.83 |
| 6    | URS Gennady Galkin   | 54.07      | 5          | 42.67      | 5          | 96.74      | 5          | 44.95  | 7     | 141.69 |
| 7    | EUA Fritz Enskat     | 51.23      | 13         | 41.80      | 6          | 93.03      | 7          | 45.83  | 6     | 138.86 |
| 8    | URS Anatoly Sysoyev  | 54.03      | 6          | 39.00      | 7          | 93.03      | 8          | 42.56  | 8     | 135.59 |
|      |                      |            |            |            |            |            |            |        |       |        |
| 9    | AUT Kurt Mrkwicka    | 55.13      | 3          | 36.24      | 14         | 91.37      | 9          |        |       |        |
| 10   | JPN Shunsuke Kaneto  | 52.65      | 7          | 38.34      | 11         | 90.99      | 10         |        |       |        |
| 11   | SWE Göran Lundqvist  | 52.32      | 8          | 38.54      | 9          | 90.86      | 11         |        |       |        |
| 12   | SWE Toivo Öhman      | 50.97      | 15         | 38.53      | 10         | 89.50      | 12         |        |       |        |
| 13   | JPN Ryo Mabuchi      | 51.12      | 14         | 38.01      | 12         | 89.13      | 13         |        |       |        |
| 14   | ITA Antonio Sbordono | 51.90      | 11         | 36.87      | 13         | 88.77      | 14         |        |       |        |
| 15   | POL Jerzy Kowalewski | 51.24      | 12         | 35.98      | 15         | 87.22      | 15         |        |       |        |
| 16   | FRA Henri Rouquet    | 50.74      | 16         | 32.81      | 16         | 83.55      | 16         |        |       |        |
|      |                      |            |            |            |            |            |            |        |       |        |
| 17   | GBR John Candler     | 50.20      | 17         |            |            |            |            |        |       |        |
| 18   | ITA Fabio Pajella    | 50.01      | 18         |            |            |            |            |        |       |        |
| 18   | HUN Konkoly János    | 50.01      | 18         |            |            |            |            |        |       |        |
| 20   | MEX Alvaro Gaxiola   | 49.30      | 20         |            |            |            |            |        |       |        |
| 21   | TCH Tomáš Bauer      | 46.06      | 20         |            |            |            |            |        |       |        |
| 22   | CAN Ernest Meissner  | 45.71      | 22         |            |            |            |            |        |       |        |
| 23   | HUN Dóra József      | 45.51      | 23         |            |            |            |            |        |       |        |
| 24   | EGY Ahmed Moharran   | 45.10      | 24         |            |            |            |            |        |       |        |
| 25   | EGY Moustafa Hassan  | 43.82      | 25         |            |            |            |            |        |       |        |
| 26   | FIN Pekka Heinonen   | 43.49      | 26         |            |            |            |            |        |       |        |
| 27   | AUS Barry Holmes     | 40.24      | 27         |            |            |            |            |        |       |        |
| 28   | KOR Lee Pil-Jong     | 28.34      | 28         |            |            |            |            |        |       |        |

## Feminino

### Trampolim de 3 metros feminino
| Pos. | País                     | Atletas          |
| ---- | ------------------------ | ---------------- |
|      | Equipe Alemã Unida (EUA) | Ingrid Krämer    |
|      | Estados Unidos (USA)     | Paula Myers-Pope |
|      | Grã-Bretanha (GBR)       | Elizabeth Ferris |

Resultado final:
| Pos. | Saltador                          | Preliminar | Preliminar | Semi-final | Semi-final | Semi-final | Semi-final | Final  | Final | Final  |
| Pos. | Saltador                          | Pontos     | Parc.      | Pontos     | Parc.      | Total      | Parc.      | Pontos | Parc. | Total  |
| ---- | --------------------------------- | ---------- | ---------- | ---------- | ---------- | ---------- | ---------- | ------ | ----- | ------ |
| 1    | EUA Ingrid Krämer                 | 56.23      | 1          | 42.37      | 1          | 98.60      | 1          | 57.21  | 1     | 155.81 |
| 2    | USA Paula Myers-Pope              | 52.67      | 2          | 37.35      | 6          | 90.02      | 4          | 51.22  | 2     | 141.24 |
| 3    | GBR Elizabeth Ferris              | 52.37      | 3          | 37.09      | 7          | 89.46      | 5          | 46.63  | 4     | 139.09 |
| 4    | USA Mary Willard                  | 50.64      | 8          | 38.14      | 4          | 88.78      | 7          | 49.04  | 3     | 137.82 |
| 5    | URS Ninel Krutova                 | 52.35      | 4          | 39.84      | 3          | 92.19      | 2          | 43.92  | 5     | 136.11 |
| 6    | CAN Irene MacDonald               | 50.42      | 9          | 40.81      | 2          | 91.23      | 3          | 43.46  | 6     | 134.69 |
| 7    | GBR Phyllis Long                  | 50.87      | 7          | 36.31      | 10         | 87.18      | 8          | 42.45  | 7     | 129.63 |
| 8    | NED Dorothea du Pon               | 51.20      | 6          | 37.61      | 5          | 88.81      | 6          | 34.54  | 8     | 123.35 |
|      |                                   |            |            |            |            |            |            |        |       |        |
| 9    | FRA Nicolle Darrigrand-Pellissard | 48.96      | 10         | 36.76      | 9          | 85.72      | 9          |        |       |        |
| 10   | EUA Waltraud Oertel               | 48.64      | 11         | 35.85      | 13         | 84.49      | 10         |        |       |        |
| 11   | URS Yelena Kosolapova             | 47.88      | 12         | 36.13      | 12         | 84.01      | 11         |        |       |        |
| 12   | AUS Susan Knight                  | 46.19      | 14         | 37.06      | 8          | 83.25      | 12         |        |       |        |
| 13   | RHO Alexandra Morgenrood          | 47.12      | 13         | 34.95      | 14         | 82.07      | 13         |        |       |        |
| 14   | JPN Kumiko Watanabe               | 44.32      | 16         | 36.25      | 11         | 80.57      | 14         |        |       |        |
| 15   | NED Greta Lugthart                | 46.03      | 15         | 34.36      | 15         | 80.39      | 15         |        |       |        |
| 16   | JPN Kanoko Tsutani-Mabuchi        | 51.95      | 5          | 28.42      | 16         | 80.37      | 16         |        |       |        |

### Plataforma de 10 metros feminino
| Pos. | País                     | Atletas          |
| ---- | ------------------------ | ---------------- |
|      | Equipe Alemã Unida (EUA) | Ingrid Krämer    |
|      | Estados Unidos (USA)     | Paula Myers-Pope |
|      | União Soviética (URS)    | Ninel Krutova    |

Resultado final:
| 1  | EUA Ingrid Krämer                 | 56.30 | 1  | 34.98 | 2  | 91.28 |  |  |  |  |
| 2  | USA Paula Myers-Pope              | 54.70 | 2  | 35.24 | 1  | 89.94 |  |  |  |  |
| 3  | URS Ninel Krutova                 | 53.38 | 3  | 33.61 | 3  | 86.99 |  |  |  |  |
| 4  | USA Juno Stover-Irwin             | 51.90 | 6  | 31.69 | 4  | 83.59 |  |  |  |  |
| 5  | URS Raisa Gorokhovskaya           | 51.53 | 8  | 31.50 | 5  | 83.03 |  |  |  |  |
| 6  | GBR Norma Thomas                  | 51.77 | 7  | 30.44 | 7  | 82.21 |  |  |  |  |
| 7  | FRA Nicolle Darrigrand-Pellissard | 49.68 | 12 | 31.50 | 5  | 81.18 |  |  |  |  |
| 8  | GBR Phyllis Long                  | 52.12 | 5  | 28.86 | 9  | 80.98 |  |  |  |  |
| 9  | CAN Irene MacDonald               | 51.31 | 9  | 29.18 | 8  | 80.49 |  |  |  |  |
| 10 | JPN Kumiko Watanabe               | 51.04 | 10 | 28.56 | 10 | 79.60 |  |  |  |  |
| 11 | JPN Kanoko Tsutani-Mabuchi        | 49.76 | 11 | 28.14 | 11 | 77.90 |  |  |  |  |
| 12 | SWE Birte Christoffersen-Hanson   | 53.03 | 4  | 24.40 | 12 | 77.43 |  |  |  |  |
|    |                                   |       |    |       |    |       |  |  |  |  |
| 13 | MEX Maria Teresa Adames           | 49.54 | 13 |       |    |       |  |  |  |  |
| 14 | DEN Hanna Laursen                 | 48.89 | 14 |       |    |       |  |  |  |  |
| 15 | EUA Gabriele Schöpe               | 48.81 | 15 |       |    |       |  |  |  |  |
| 16 | DEN Bende Velin                   | 48.35 | 16 |       |    |       |  |  |  |  |
| 17 | ITA Laura Conter                  | 45.55 | 17 |       |    |       |  |  |  |  |
| 18 | AUS Susan Knight                  | 43.03 | 18 |       |    |       |  |  |  |  |

## Quadro de medalhas dos saltos ornamentais
| Ordem | País                   | Medalha de ouro | Medalha de prata | Medalha de bronze | Total |
| ----- | ---------------------- | --------------- | ---------------- | ----------------- | ----- |
| 1     | USA Estados Unidos     | 2               | 4                | 0                 | 6     |
| 2     | EUA Equipe Alemã Unida | 2               | 0                | 0                 | 2     |
| 3     | GBR Grã-Bretanha       | 0               | 0                | 2                 | 2     |
| 4     | MEX México             | 0               | 0                | 1                 | 1     |
| 4     | URS União Soviética    | 0               | 0                | 1                 | 1     |